# Mangshi Airport
Mangshi Airport (kinesiska: 德宏芒市机场) är en flygplats i Kina. Den ligger i provinsen Yunnan, i den sydvästra delen av landet, omkring 430 kilometer väster om provinshuvudstaden Kunming.
Runt Mangshi Airport är det ganska tätbefolkat, med 104 invånare per kvadratkilometer. Trakten runt Mangshi Airport består till största delen av jordbruksmark.
Genomsnittlig årsnederbörd är 1 454 millimeter. Den regnigaste månaden är juli, med i genomsnitt 413 mm nederbörd, och den torraste är januari, med 6 mm nederbörd.